# (6640) Falorni
(6640) Falorni est un astéroïde de la ceinture principale.

## Description
(6640) Falorni est un astéroïde de la ceinture principale. Il fut découvert le 24 février 1990 à Bologne par l'observatoire San Vittore. Il présente une orbite caractérisée par un demi-grand axe de 2,27 UA, une excentricité de 0,07 et une inclinaison de 5,2° par rapport à l'écliptique.

## Compléments